# Berlinense
Berlinense, também conhecido como Berliner, Berlinês ou midi, é um formato de jornal com páginas que normalmente medem 470 × 315 milímetros, ou seja, ligeiramente maior do que o formato tabloide/compacto e mais estreito e mais curto do que o formato broadsheet. O jornal berlinês é aquele cujo processo de produção se assemelha ao standard, mas possui formato sensivelmente menor, diferente do tabloide, que tem processo de produção próprio e não apresenta dobra central característica do standard.
Esse formato é usado em vários diários europeus, incluindo o Le Monde, na França, e o La Repubblica, na Itália. O jornal The Guardian, do Reino Unido, adotou esse formato em setembro de 2005.
No Reino Unido, o The Guardian era (até setembro de 2005) publicado no formato Standard. Por sua vez, o Daily Mail é um tabloide e o The Times, um microjornal ou compacto.
Na Alemanha (de onde é a origem do formato - e assim o seu nome), o Berliner Zeitung e o Neues Deutschland têm tamanhos entre o Standard e o Berlinense. Uma folha de papel tamanho A4 serve para demonstrar as proporções.
No Brasil, é dito que o formato Berlinense foi adotado pelo antigo jornal O Estado do Paraná e, desde 2009, pelos jornais O Dia, O Norte (João Pessoa), Diário da Borborema (Campina Grande) e o potiguar Diário de Natal (que circula aos domingos como O Poti no formato Standard), e o jornal Diário de S. Paulo na capital paulista. Foi utilizado pelo diário carioca Jornal do Brasil de 16 de abril de 2006, até julho de 2010, data da transição do diário para a versão digital. O jornal Lance! utiliza desde 1997. O paulistano O Estado de S. Paulo adota o formato Berlinense desde 17 de outubro de 2021, enquanto seu principal concorrente local, a Folha de S.Paulo, aderiu ao formato em 1 de setembro de 2024.
Estudos feitos na Universidade do Estado do Rio de Janeiro (UERJ) apresentam evidências de que existem diferenças significativas entre os jornais europeus e os diários cariocas que se dizem impressos em formato berlinês. O estudo conclui que nenhum jornal carioca é impresso em formato berlinês e propõe uma nomenclatura alternativa para esse formato de jornal: tabloide estendido.
Em Portugal, o Berlinense é utilizado pelo semanário de referência Expresso e pelo diário desportivo O Jogo. O Público, desde que mudou de estilo em 2006, é publicado em formato entre o Berlinense e o Standard.